# 小林啓二
小林 啓二（こばやし けいじ、1951年2月1日 - ）は、日本の元オートレース選手。熊本県出身。8期、山陽オートレース場所属。
師匠は西島員規（期前、引退）、弟子は池浦一博（18期）、人見剛志（28期）。所有車は「ザ・シュベール/マーベリック/シンプソン /Ｋ・シンプソン/ チャンボゴ/テバク」。

## 選手データ
- プロフィール
  - 選手登録：1970年3月30日
  - 登録番号：5280
  - 期別：8期
  - 身長：163.3cm
  - 体重：63.0kg
  - 血液型：A型
  - 星座：水瓶座
  - 趣味：ゴルフ

- 戦歴
  - 通算優勝回数:150回（史上2位）
  - グレードレース（SG、GI、GII）優勝回数:34回
  - 全国区レース優勝回数、SG優勝回数:1回
  - GI優勝回数:20回
  - GII優勝回数:13回
  - 年間最多優勝選手:4回
  - 年間最多勝利選手:5回（高橋貢とともに史上最多タイ）
  - 通算勝利数:1636勝（史上2位）

- 受賞歴
  - 最優秀選手賞:1回
  - 優秀選手賞:9回（高橋貢とともに史上最多タイ）
  - 特別賞:4回
  - 日刊三賞・技能賞:4回（浦田信輔とともに史上最多タイ）
  - 日刊三賞・特別賞:1回

## 人物
- デビュー翌年に3級車での現在のGI相当の記念制覇や1600勝達成などの記録を持ち、62歳ながら全国上位ランクをキープしていた。
- バイクの傾けがやや大きく、脚をあまり出さないフォームで無理なつっこみをせず立ち上がりで捌くタイプである。
- スタートがあまり早くないため、オープン戦は苦戦していたがハンデレースに強い。なお還暦を過ぎた現在でも最重ハンデをキープしている唯一の選手である。
- その昔、記念制覇を連続し優勝も多かった時代があったが、どうしてもSGが取れなかった。「無冠の帝王」とも呼ばれた矢先、1991年飯塚で行われた第10回オールスターオートレースにて念願のSG初優勝。また、その時の走路は濡れ走路だった。山陽の選手は濡れ走路でしかSGを取れないというジンクスを強調する事になった。秋田敬吾、岡部聡（山陽19期）も取ったSGはいずれも濡れ走路だった。
- 2015年11月6日、船橋「常陸警備杯」9R・特別一般戦1着を最後に現役引退。2016年1月1日選手登録消除。
- 引退後の2016年からは、山陽オートで自身の名前を冠した「小林啓二杯」が年1回開催されている。